# Jürgen Mayer
Jürgen Mayer (Stuttgart, 30 de octubre de 1965) es un arquitecto alemán.

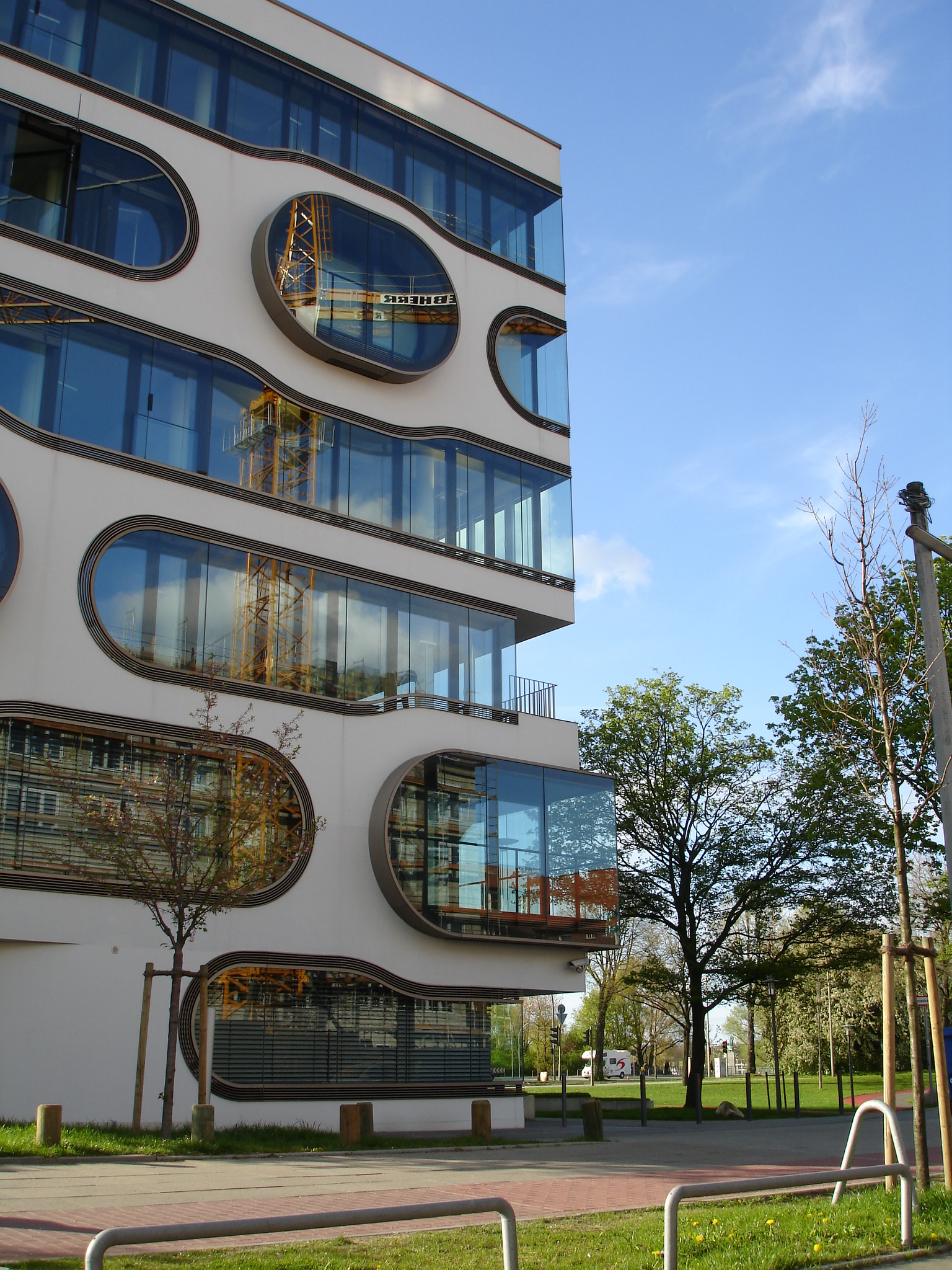
An der Alster 1 es un edificio de oficinas de Hamburgo

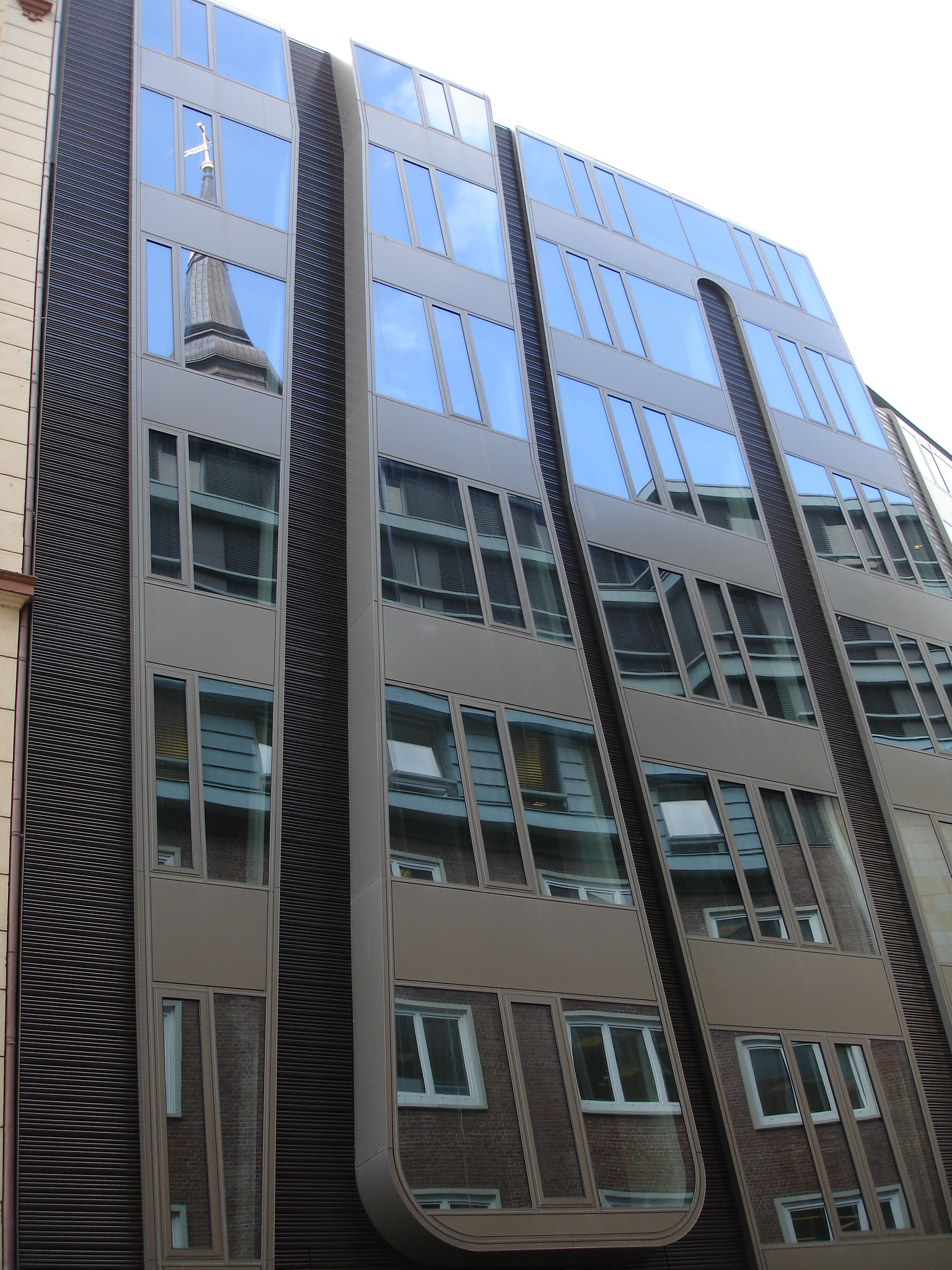
Edificio de oficinas situado en Steckelhörn 11, Hamburgo

## Biografía y obra
Realizó estudios de arquitectura en la Universidad de Stuttgart donde se diplomó en 1986. Amplió su formación en la Universidad de Princeton (Estados Unidos), en la que fue profesor desde 1994 hasta 2004.
Su trabajo se caracteriza por utilizar la tecnología para crear nuevas formas. Imagina extraños y sugerentes objetos arquitectónicos que en ocasiones se asemejan a las estructuras de los seres vivos y recuerdan en ciertos aspectos a los creados por prestigiosos arquitectos como Toyō Itō y Herzog & de Meuron que fue el diseñador del Estadio Nacional de Pekín de los Juegos Olímpicos de 2008. Además de proyectos arquitectónicos, ha diseñado interiores y mobiliario.
Jürgen Mayer imparte clases como profesor en la Universidad de las Artes (Berlín), la Architectural Association (Londres), la Columbia University (Nueva York) y la Universidad de Toronto. Sus diseños han sido expuestos en numerosos países y forman parte de la colección del Museo de Arte Moderno de Nueva York.

## Proyectos
Los proyectos más conocidos de Jürgen Mayer son:
- Casa Dupli (2005), residencia privada situada cerca de la ciudad alemana de Marbach am Neckar, junto al río Neckar. La construcción de 3 plantas posee una silueta sinuosa con líneas que se curvan para definir los diferentes espacios. Se integra perfectamente en el entorno, constituyendo un perfecto ejemplo de conexión entre el interior y el exterior.
- Ayuntamiento de Scharnhauser Park, Ostfildern (1998), por el que recibió una mención especial como arquitecto emergente.
- Cafetería del campus de la universidad de Karlsruhe (Alemania).
- Edificio de oficinas An der Alster 1 de Hamburgo.
- Metropol Parasol de Sevilla (España), propuesta que fue ganadora de la medalla de bronce en los Holcim Awards el año 2005, como reconocimiento para aquellos proyectos que contribuyen a un futuro sostenible y mejoran la calidad de vida.  El Metropol es una estructura vanguardista que se basa en 6 grandes columnas con forma de seta, cuyo diseño se inspira en las bóvedas de la catedral de Sevilla y los enormes árboles de la especie ficus macrophylla situados cerca de la construcción.
- Edificio de oficinas situado en Steckelhörn 11, en el centro de Hamburgo (Alemania).
- Edificio para el aeropuerto de la ciudad Mestia, a 128 km al noreste de Zugdidi, ciudad de Georgia. La terminal tiene un diseño innovador en el que se ha empleado vidrio sobre bastidores de acero, cuenta con dos brazos curvos, el más alto de los cuales sirve para albergar la torre de control.